# Billerica
Billerica és una població dels Estats Units a l'estat de Massachusetts. Segons el cens del 2007 tenia 42.038 habitants.

## Demografia
Segons el cens del 2000, Billerica tenia 38.981 habitants, 12.919 habitatges, i 10.244 famílies. La densitat de població era de 581,3 habitants per km².
Dels 12.919 habitatges en un 37,4% hi vivien nens de menys de 18 anys, en un 66,1% hi vivien parelles casades, en un 9,4% dones solteres, i en un 20,7% no eren unitats familiars. En el 16,4% dels habitatges hi vivien persones soles el 5,3% de les quals corresponia a persones de 65 anys o més que vivien soles. El nombre mitjà de persones vivint en cada habitatge era de 2,92 i el nombre mitjà de persones que vivien en cada família era de 3,3.
Per edats la població es repartia de la següent manera: un 25,7% tenia menys de 18 anys, un 7,3% entre 18 i 24, un 34,6% entre 25 i 44, un 24% de 45 a 60 i un 8,4% 65 anys o més.
L'edat mediana era de 36 anys. Per cada 100 dones de 18 o més anys hi havia 102,2 homes.
La renda mediana per habitatge era de 67.799 $ i la renda mediana per família de 72.102$. Els homes tenien una renda mediana de 47.014 $ mentre que les dones 33.862$. La renda per capita de la població era de 24.953$. Entorn del 2,8% de les famílies i el 3,8% de la població estaven per davall del llindar de pobresa.